# Mouvement rectiligne
En physique, et plus particulièrement en mécanique, un mouvement rectiligne est un déplacement qui s'effectue le long d'une ligne droite. Au cours d'un mouvement rectiligne, le vecteur vitesse {\displaystyle {\vec {v}}} conserve sa direction, sa valeur pouvant rester constante (mouvement rectiligne uniforme) ou bien varier (mouvement rectiligne non uniforme) .
Dans le cas théorique du mouvement d'un objet ponctuel, le mouvement peut être entièrement décrit par une équation à une seule dimension typiquement x=f(t) où x est la position du système et t le temps. Dans le cas concret d'un objet non ponctuel, on ramène souvent l'étude du système à celle de son centre d'inertie, négligeant dans ce cas, tous les effets des rotations éventuelles de l'objet.

## Cinématique du point
En considérant un point M en mouvement rectiligne le long d'un axe {\textstyle (\mathrm {O} ,{\vec {i}})}, M est repéré par son abscisse x(t) : {\overrightarrow {\textstyle {OM}}}=x(t)\,{\vec {i}}

### Déplacement du système
Le déplacement est la distance parcourue à la vitesse v par le système durant une durée Δt. Son unité est le mètre (m) dans le Système international d'unités. 
Lorsque le système passe d'une position {\textstyle M_{1}} à la position {\textstyle M_{2}}, son déplacement est égal à {\textstyle x_{2}-x_{1}}.

### Vitesse
La vitesse d'un point M est la dérivée du vecteur position {\textstyle {\overrightarrow {OM}}} par rapport au temps {\textstyle {\vec {v}}={\frac {\mathrm {d} {\overrightarrow {\textstyle {OM}}}}{\mathrm {d} t}}},. 
Dans le cas d'un mouvement rectiligne, {\textstyle {\overrightarrow {\textstyle {OM}}}=x(t)\,{\vec {i}}}, il vient : 
{\displaystyle {\vec {v}}(t)={\frac {\mathrm {d} x(t)}{\mathrm {d} t}}\,{\vec {i}}}
Ceci implique que la direction de {\textstyle {\vec {v}}(t)} est constante et sa valeur vaut {\textstyle v(t)={\frac {\mathrm {d} x(t)}{\mathrm {d} t}}}.

#### Vitesse constante
Si le déplacement se fait à vitesse constante, le mouvement est dit rectiligne uniforme. La vitesse est alors le rapport de la longueur d'un déplacement quelconque à la durée de ce déplacement :
{\displaystyle v(t)={\frac {x_{2}-x_{1}}{t_{2}-t_{1}}}}

### Accélération
L'accélération d'un point M est la dérivée du vecteur vitesse {\displaystyle {\vec {v}}} par rapport au temps {\textstyle {\vec {a}}(t)={\frac {\mathrm {d} {\vec {v}}(t)}{\mathrm {d} t}}={\frac {\mathrm {d} v(t)}{\mathrm {d} t}}{\vec {i}}},. 
Si le mouvement de M est rectiligne alors la direction du vecteur {\textstyle {\vec {a}}(t)} reste constante donc {\textstyle a={\frac {\mathrm {d} v(t)}{\mathrm {d} t}}}.

## Forces et mouvement rectiligne

### Mouvement rectiligne uniforme
D'après la première loi de Newton, s'il n'y a pas de force qui s'exerce sur un corps (corps isolé), ou si la somme des forces s'exerçant sur lui est nulle (corps pseudo-isolé), alors son mouvement dans un référentiel galiléen sera à la fois rectiligne (direction constante de la vitesse) et uniforme (valeur de la vitesse constante),.

### Mouvement rectiligne non uniforme
D'après la deuxième loi de Newton, si la masse du corps est constante, l'accélération subie par ce corps dans un référentiel galiléen est proportionnelle à la résultante des forces qu'il subit, et inversement proportionnelle à sa masse m. 
{\displaystyle {\vec {a}}={\frac {1}{m}}\sum {\vec {\mathrm {F} }}}
Or l'accélération est la dérivée de la vitesse par rapport au temps :  
{\displaystyle {\vec {a}}={\frac {\mathrm {d} {\vec {v}}}{\mathrm {d} t}}}
donc 
{\displaystyle {\frac {\mathrm {d} {\vec {v}}}{\mathrm {d} t}}={\frac {1}{m}}\sum {\vec {\mathrm {F} }}}
La dérivée du vecteur vitesse est colinéaire à la résultante des forces donc si la résultante des forces reste dans la direction de {\displaystyle {\vec {v}}} alors la direction du vecteur {\displaystyle {\vec {v}}} ne change pas et le mouvement est rectiligne.

## Génie industriel

Dispositif de Peaucellier-Lipkin:
L'extrémité du losange rouge a une trajectoire rigoureusement rectiligne.

Dans une machine, on peut obtenir qu'une pièce ait un mouvement rectiligne soit en la faisant coulisser dans une glissière rectiligne, soit en utilisant un mécanisme à développement rectiligne.

## Propagation de la lumière
La lumière a un mouvement rectiligne (et uniforme) dans tout milieu transparent homogène, en particulier le vide ou l'air très sec. Cette propriété est à la base de l'optique géométrique.